# Myanmar 1–2 Việt Nam (1995)
Vào ngày 14 tháng 12 năm 1995, hai đội tuyển quốc gia Myanmar và Việt Nam đã đối đầu với nhau trong một trận đấu bóng đá diễn ra tại Sân vận động kỷ niệm 700 năm ở Chiang Mai, Thái Lan. Trận đấu này nằm trong khuôn khổ vòng bán kết của môn bóng đá nam tại Đại hội Thể thao Đông Nam Á lần thứ 18, được tổ chức tại Chiang Mai vào trung tuần tháng 12 năm 1995.
Trước trận đấu này, Việt Nam bị đánh giá thấp hơn đối thủ do đây là lần đầu tiên đội tuyển này có mặt tại vòng bán kết của một giải đấu bóng đá cấp độ Đông Nam Á từ khi tái hội nhập với thể thao khu vực và thế giới sau công cuộc Đổi Mới, trong khi Myanmar thời điểm đó được coi là một đội mạnh ở khu vực. Tuy nhiên, Việt Nam đã giành chiến thắng bất ngờ với tỷ số 2–1 nhờ bàn thắng vàng của tiền đạo Trần Minh Chiến trong thời gian thi đấu hiệp phụ, để có lần đầu tiên kể từ khi thống nhất đất nước lọt vào trận tranh huy chương vàng của giải đấu, mặc dù thất bại trước đội tuyển Thái Lan sau đó.
Đây là một trong những trận đấu được xem là bước ngoặt tạo ra sự phát triển của bóng đá Việt Nam trong giai đoạn sau này, khi tuyển Việt Nam liên tục tiến sâu và giành được những thành tích cao tại các giải đấu khu vực; cũng như vị thế hai nền bóng đá Việt Nam và Myanmar có sự đảo chiều. Từ trận đấu này, giải thưởng "Quả bóng vàng Việt Nam" đã ra đời nhằm vinh danh những đóng góp, thành tích của các cầu thủ bóng đá Việt Nam trong năm. Văn hóa "đi bão" của người Việt Nam cũng đã dần hình thành và lan tỏa mỗi khi Việt Nam giành chiến thắng tại các giải bóng đá của khu vực và thế giới.

## Trước trận đấu
Ghi chú: Trong tất cả các kết quả dưới đây, tỷ số của đội lọt vào bán kết được đưa ra trước.
| VT | Đội         | ST | Đ |
| -- | ----------- | -- | - |
| 1  | Myanmar     | 4  | 9 |
| 2  | Singapore   | 4  | 8 |
| 3  | Lào         | 4  | 7 |
| 4  | Philippines | 4  | 3 |
| 5  | Brunei      | 4  | 1 |

| VT | Đội          | ST | Đ  |
| -- | ------------ | -- | -- |
| 1  | Thái Lan (H) | 4  | 10 |
| 2  | Việt Nam     | 4  | 9  |
| 3  | Indonesia    | 4  | 6  |
| 4  | Malaysia     | 4  | 4  |
| 5  | Campuchia    | 4  | 0  |

Đội tuyển Myanmar, trước đó có tên là Miến Điện, đã từng giành huy chương vàng môn bóng đá nam trong năm kỳ Đại hội Thể thao Đông Nam Á – lúc đó còn mang tên SEAP Games – liên tiếp từ năm 1965 đến năm 1973, cũng như đoạt huy chương vàng môn bóng đá nam tại Đại hội Thể thao châu Á 1966 và 1970. Những năm sau đó, bóng đá Myanmar suy yếu nhưng vẫn được coi là đội mạnh của khu vực Đông Nam Á; họ đã giành được huy chương bạc tại kỳ SEA Games gần nhất vào năm 1993.
Trước năm 1975, Việt Nam Cộng hòa là một trong những thành viên sáng lập Liên đoàn thể thao Bán đảo Đông Nam Á, và tham dự SEAP Games liên tục trong các năm 1959 đến 1973. Ở môn bóng đá nam, đội tuyển bóng đá Việt Nam Cộng hòa đã giành huy chương vàng vào năm 1959 cùng hai lần về nhì vào năm 1967 và 1973, đều để thua Miến Điện. Việt Nam chính thức thống nhất hai miền Nam–Bắc sau ngày 30 tháng 4 năm 1975, nhưng do hậu quả của chiến tranh mà nước này đã không tham dự đại hội trong một thời gian dài. Sau khi thực hiện công cuộc Đổi Mới, Việt Nam thống nhất đã tái hòa nhập với thể thao Đông Nam Á và tham dự kỳ SEA Games đầu tiên vào năm 1989. Cũng trong năm 1989, Liên đoàn bóng đá Việt Nam thống nhất được tái thành lập, và đến năm 1991 thì đội tuyển bóng đá nước này có lần đầu tiên tham dự SEA Games tại kỳ đại hội lần thứ 16 ở Philippines. Lứa cầu thủ của Việt Nam lúc đó được đánh giá là có khả năng cạnh tranh huy chương, nhưng những bất ổn nội bộ đã khiến đội tuyển bị loại ngay từ vòng bảng với một trận hòa và hai trận thua. Hai năm sau, Việt Nam tiếp tục tham dự SEA Games 17 tại Singapore nhưng vẫn bị loại từ vòng bảng với hai trận thua, bất chấp việc đã giành được chiến thắng ở trận còn lại.
Đội tuyển Việt Nam tham dự SEA Games 18 dưới sự dẫn dắt của huấn luyện viên người Đức Karl-Heinz Weigang, trong khi nhà cầm quân người Hà Lan Ger Blok là thuyền trưởng của đội tuyển Myanmar khi đó. Ở vòng bảng, tuyển Việt Nam xếp nhì bảng A với ba trận thắng và một trận thua, trong đó chiến thắng 1–0 ở lượt trận cuối cùng trước Indonesia giúp Việt Nam vượt qua chính đối thủ để giành quyền vào bán kết SEA Games lần đầu tiên kể từ khi tái hội nhập. Bên phía tuyển Myanmar, họ cũng có ba trận thắng và một trận thua nhưng dẫn đầu bảng B sau khi giai đoạn vòng bảng kết thúc.
Hai đội bóng chưa gặp nhau tính từ khi Việt Nam tái hòa nhập với thể thao khu vực sau Đổi Mới cho đến trước năm 1995. Trước năm 1975, đội tuyển Việt Nam Cộng hòa có 13 lần đối đầu với đội tuyển Miến Điện, với kết quả thắng hai, hòa một và thua đến mười trận; trong khi đội tuyển Việt Nam Dân chủ Cộng hòa không ghi nhận trận đấu nào với Miến Điện. Vào thời điểm năm 1995, đội tuyển Việt Nam bị đánh giá thấp hơn so với tuyển Myanmar; cửa thắng của Việt Nam bị cho là "gần như không có".

## Diễn biến trận đấu
Myanmar mở tỷ số từ sớm, với bàn thắng của Myo Hlaing Win ngay từ phút thứ năm của trận đấu. Tuy nhiên, chỉ không đầy 10 phút sau, Lê Huỳnh Đức đã ghi bàn gỡ hòa 1–1 cho đội tuyển Việt Nam sau một pha đối mặt. Vào phút thứ 25, thủ môn Aung Kyaw Kyaw nhận thẻ đỏ vì phạm lỗi thô bạo với Huỳnh Đức, khiến Myanmar phải thi đấu với 10 người trên sân, sau đó thủ môn dự bị Zaw Win Naing vào sân thay Maung Maung Oo. Tuy vậy, Myanmar vẫn tạo ra được thế trận trên chân so với tuyển Việt Nam; họ đã tạo ra một số cơ hội nhưng không thể ghi bàn. Năm phút trước khi hết thời gian thi đấu chính thức, Aye Naing có pha bóng thô bạo và nhận thẻ đỏ trực tiếp, khiến Myanmar chỉ còn lại 9 người. Tỷ số 1–1 được giữ nguyên sau 90 phút thi đấu.
Bước vào hiệp phụ, Trần Minh Chiến – người trước đó đã dính chấn thương đầu gối – được huấn luyện viên Weigang tung vào sân. Phút 95, sau pha dàn xếp đá phạt nhanh của Đỗ Khải và Nguyễn Hồng Sơn bên phía cánh phải, bóng được treo vào vòng cấm nhưng Lê Huỳnh Đức đón hụt bóng; sau đó chính Trần Minh Chiến liền tung cú đá vô lê vào lưới Myanmar, ghi bàn thắng vàng ấn định chiến thắng 2–1 cho Việt Nam. Đây cũng là lần đầu tiên luật bàn thắng vàng được áp dụng tại một kỳ SEA Games.
| Myanmar                                                | 1–2 (s.h.p.) | Việt Nam                               |
| ------------------------------------------------------ | ------------ | -------------------------------------- |
| Myo Hlaing Win 5' · Aung Kyaw Kyaw 25' · Aye Naing 85' | Chi tiết     | Lê Huỳnh Đức 10' · Trần Minh Chiến 95' |

| Myanmar | Việt Nam |

## Sau trận đấu và ảnh hưởng công chúng
Sau trận đấu, một quan chức bóng đá Myanmar nói các cầu thủ Việt Nam đã "gặp nhiều may mắn", trong khi huấn luyện viên Karl-Heinz Weigang của đội Việt Nam phát biểu rằng các cầu thủ Myanmar "không dành cho chúng tôi [Việt Nam] sự tôn trọng xứng đáng". Một thành viên ban tổ chức Tiger Cup 1996 khi nói về thành tích của đội tuyển Việt Nam tại SEA Games 1995 với huấn luyện viên Weigang cũng cho rằng "đội Việt Nam chỉ may mắn thôi". Tờ The New Paper của Singapore còn ví chiến tích của tuyển Việt Nam với câu chuyện Cô bé Lọ Lem (Cinderella).
— Bình luận viên Quang Huy, năm 1996 công tác tại VTV
Báo chí và truyền thông Việt Nam đã gọi bàn thắng vàng mà Trần Minh Chiến ghi được trong trận đấu là "bàn thắng để đời", và tôn vinh Chiến như một người hùng. Đài Truyền hình Việt Nam thậm chí đã lấy hình ảnh bàn thắng này làm hình hiệu cho chương trình thể thao của đài trong gần chục năm, mặc dù trước khi SEA Games diễn ra, truyền hình Việt Nam hầu như không tỏ ra quan tâm đến việc tường thuật trực tiếp các trận đấu của đội tuyển. Nhà báo Minh Hùng của báo Sài Gòn Giải Phóng Thể thao sau khi chứng kiến bàn thắng của Trần Minh Chiến đã nảy ra ý tưởng tổ chức giải thưởng "Quả bóng vàng Việt Nam" nhằm vinh danh các cầu thủ Việt Nam có những đóng góp, thành tích hoặc dấu ấn nổi bật trong suốt một năm; ông đã thực hiện đề án chỉ trong bốn giờ đồng hồ rồi gửi cho ban biên tập báo Sài Gòn Giải Phóng, và nhanh chóng được đồng ý. Sau SEA Games 18, lễ trao giải Quả bóng vàng Việt Nam đã được tổ chức lần đầu tiên với danh hiệu được trao cho Lê Huỳnh Đức, trong khi Trần Minh Chiến chỉ về đích thứ tư trong cuộc đua danh hiệu Quả bóng vàng năm đó. Đại hội năm 1995 cũng là kỳ đại hội duy nhất mà cầu thủ này tham dự; anh phải giải nghệ sau đó một năm do tái phát chấn thương đầu gối.
Bàn thắng vàng của Trần Minh Chiến đã khiến hàng triệu người Việt Nam xuống đường ăn mừng chiến thắng. Khái niệm "đi bão" cũng được cho là đã xuất hiện sau trận đấu này, và trở nên gắn liền với bóng đá Việt Nam mỗi khi đội tuyển nước này giành chiến thắng tại các giải đấu lớn. Trước đó, khi Việt Nam giành chiến thắng trước Malaysia ở vòng bảng, nhiều người Việt đã xuống đường cổ vũ và hò reo; và sau khi đội tuyển về nước, các cổ động viên đã tập trung đông đảo để chào đón các cầu thủ.
Chiến thắng trước đội tuyển Myanmar giúp Việt Nam lọt vào trận chung kết SEA Games lần đầu tiên kể từ khi tái hội nhập, tuy nhiên họ đã phải dừng bước trước Thái Lan với tỷ số đậm 0–4 và chỉ giành huy chương bạc; trong khi ở trận tranh huy chương đồng với Singapore, Myanmar đã để thua 0–1. Báo Lao Động coi trận đấu với Myanmar là "dấu mốc đáng nhớ với bóng đá Việt Nam", trong khi tờ Sài Gòn Giải Phóng nhận xét lịch sử bóng đá Việt Nam từ khi nước này thống nhất đã "sang trang". Một năm sau đó, Việt Nam gia nhập Liên đoàn bóng đá ASEAN cùng ba quốc gia khác, và giành hạng ba chung cuộc ngay ở giải vô địch bóng đá Đông Nam Á đầu tiên được tổ chức. Bóng đá Việt Nam được đánh giá đã vươn lên nhóm hàng đầu khu vực Đông Nam Á, trong khi bóng đá Myanmar có xu hướng đi xuống, dần bị đánh giá thấp hơn Việt Nam và không còn thuộc hàng ngũ đội mạnh trong khu vực. Tại các giải vô địch Đông Nam Á, Việt Nam đã ba lần đăng quang vào các năm 2008, 2018 và 2024 cùng với hai lần về nhì vào các năm 1998, 2022 và chỉ hai lần bị loại từ vòng bảng; trong khi thành tích cao nhất của bóng đá Myanmar là hai lần lọt tới bán kết vào các năm 2004 và 2016. Ở môn bóng đá nam SEA Games, mặc dù phải tới năm 2019 Việt Nam mới lần đầu tiên giành được huy chương vàng sau 60 năm và đạt thành tích này một lần nữa vào năm 2022, nhưng cũng đã có thêm bốn lần giành huy chương bạc vào các năm 1999, 2003, 2005, 2009 và ba lần đoạt huy chương đồng vào các năm 1997, 2015 và 2023; trong khi thành tích tốt nhất của Myanmar là hai huy chương bạc vào năm 2007 và 2015. Thành tích đối đầu giữa hai đội tuyển có sự chênh lệch, khi Việt Nam thắng chín, hòa hai và chỉ thua một trước Myanmar kể từ sau trận đấu năm 1995 đến năm 2024. Tuy nhiên tại SEA Games, đội tuyển U-23 Myanmar cũng có ba lần đánh bại Việt Nam ở các trận đấu loại trực tiếp, gồm hai trận bán kết năm 2007 và 2015 cùng trận tranh huy chương đồng năm 2011.